# Maud Gonne

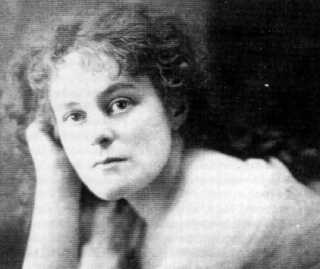
A atriz na juventude.

Maud Gonne MacBride (21/12/1866 - 27/04/1953) foi uma atriz e feminista irlandesa, que se tornou membro da Ordem Hermética da Aurora Dourada (Golden Dawn) e manteve uma relação turbulenta com William Butler Yeats.